# 马雷内
马雷内（義大利語：Marene），是意大利库内奥省的一个市镇。总面积28平方公里，人口3062人，人口密度109.4人/平方公里（2009年）。ISTAT代码为004117。